# Stathmopoda
Stathmopoda is een geslacht van vlinders uit de familie Stathmopodidae. Stathmopoda hebben erg lange en erg fijne voelsprieten. Er zijn meer dan honderd soorten beschreven in dit geslacht. De pootmot S. pedella is de enige soort die in Europa voorkomt.
De wetenschappelijke naam van het geslacht is voor het eerst geldig gepubliceerd in 1853 door Gottlieb August Wilhelm Herrich-Schäffer. Herrich-Schäffer wees de naam Stathmopoda toe aan Zeller, die de naam in een manuscript had gebruikt.

## Soorten
- S. acontias Meyrick, 1897
- S. acromolybda Turner, 1923
- S. acrostropha Meyrick, 1938
- S. aegotricha Meyrick, 1921
- S. aeneella Stainton, 1859
- S. albata Meyrick, 1913
- S. albimaculata Philpott, 1931
- S. amathodes Turner, 1941
- S. amphidyma Meyrick, 1913
- S. amphizeuctis Meyrick, 1934
- S. amphoritis Meyrick, 1913
- S. anconias Meyrick, 1910
- S. anticyma Meyrick, 1927
- S. antidelta Meyrick, 1907
- S. antischema Meyrick, 1922
- S. aphanosema Turner, 1923
- S. aposema Meyrick, 1901
- S. aprica Meyrick, 1913
- S. arachnophora Turner, 1917
- S. arcata Meyrick, 1913
- S. argyrosticha Clarke, 1971
- S. aristata Meyrick, 1913
- S. aristodoxa Meyrick, 1926
- S. astrapeis Meyrick, 1897
- S. astricta Meyrick, 1913
- S. atrinotata Meyrick, 1929
- S. attiei Guillermet, 2011
- S. auriferella Walker, 1864
- S. autoxantha Meyrick, 1913
- S. balanarcha Meyrick, 1921
- S. balanistis Meyrick, 1913
- S. basiplectra Meyrick, 1913
- S. basixantha Turner, 1917
- S. bathrodelta Meyrick, 1921
- S. biclavis Meyrick, 1911
- S. bicolorella Koster, 2010
- S. bicycla Diakonoff, 1948
- S. brachygramma Meyrick, 1913
- S. brachymochla Meyrick, 1937
- S. butyracma Meyrick, 1913
- S. calyptraea Meyrick, 1908
- S. callichrysa Lower, 1893
- S. callopis Meyrick, 1913
- S. caminora Meyrick, 1890
- S. campylocha Meyrick, 1889
- S. canonica Meyrick, 1897
- S. castanodes Turner, 1941
- S. caveata Meyrick, 1913
- S. cephalaea Meyrick, 1897
- S. ceramoptila Turner, 1923
- S. cissota Meyrick, 1913
- S. citrinopis Meyrick, 1927
- S. citroptila Turner, 1941
- S. clarkei Viette, 1951
- S. commoda Meyrick, 1913
- S. conioma Meyrick, 1931
- S. coracodes Meyrick, 1923
- S. cornutella Bradley, 1961
- S. crassella Walsingham, 1891
- S. crocacma Meyrick, 1929
- S. cryptophaea Meyrick, 1922
- S. cyanopla Meyrick, 1897
- S. chalcotypa Meyrick, 1897
- S. chalybeis Meyrick, 1897
- S. charitanthes Meyrick, 1933
- S. chrysaula Meyrick, 1927
- S. chrysocarpa Meyrick, 1927
- S. chrysophoenicea Meyrick, 1897
- S. chrysoxesta Meyrick, 1923
- S. dactylias Meyrick, 1921
- S. daubanella (Legrand, 1958)
- S. desmoteles Meyrick, 1897
- S. diakonoffi (Kasy, 1973)
- S. dicitra Meyrick, 1935
- S. diclidias Meyrick, 1921
- S. dimochla Turner, 1941
- S. diplaspis Meyrick, 1887
- S. distincta Philpott, 1923
- S. doratias Meyrick, 1897
- S. dracaenopa Meyrick, 1933
- S. dryophaea Meyrick, 1922
- S. effossa Meyrick, 1921
- S. electrantha Meyrick, 1927
- S. endotherma Meyrick, 1931
- S. epilampra Meyrick, 1911
- S. erythracra (Diakonoff, 1955)
- S. eucorystis Meyrick, 1936
- S. ficipastica Bradley, 1974
- S. ficivora Kasy, 1973
- S. flavescens Kuznetsov
- S. glyceropa Meyrick, 1915
- S. glyphanobola Diakonoff, 1983
- S. grammatopis Meyrick, 1921
- S. haematosema Meyrick, 1933
- S. haplophanes Bradley, 1961
- S. hemiplecta Meyrick, 1921
- S. hexatyla Meyrick, 1907
- S. holobapta Lower, 1904
- S. holochra Meyrick, 1889
- S. holothecta Meyrick, 1934
- S. horrida Meyrick, 1936
- S. hyposcia Meyrick, 1897
- S. ignominiosa Meyrick, 1913
- S. immatura Meyrick, 1922
- S. imperator Bradley, 1957
- S. iners Meyrick, 1913
- S. informis Meyrick, 1913
- S. iocycla Meyrick, 1933
- S. iodes Meyrick, 1897
- S. isoclera Meyrick, 1897
- S. isoleuca Meyrick, 1913
- S. lampryntis Meyrick, 1927
- S. leptoclista Meyrick, 1929
- S. lethonoa Meyrick, 1897
- S. liporrhoa Meyrick, 1897
- S. luculenta Meyrick, 1913
- S. luminata Meyrick, 1911
- S. luxuriosa Meyrick, 1911
- S. lychnacma Meyrick, 1927
- S. maculata Walsingham, 1891

- S. maisongrossiella Viette, 1954
- S. malacanthes Meyrick, 1938
- S. mannophora Turner, 1900
- S. margabim Viette, 1995
- S. marmarosticha Turner, 1941
- S. masinissa Meyrick, 1906
- S. megathyma Meyrick, 1897
- S. melanochra Meyrick, 1897
- S. meliscelis Meyrick, 1929
- S. melitripta Meyrick, 1933
- S. mesocrossa Meyrick, 1927
- S. mesombra Meyrick, 1897
- S. metopias Meyrick, 1920
- S. mimantha Meyrick, 1913
- S. monobathra Meyrick, 1937
- S. morelella Legrand, 1965
- S. moriutiella Kasy, 1973
- S. moschlosema Bradley, 1961
- S. mysteriastis Meyrick, 1901
- S. neomeris Meyrick, 1913
- S. nephocentra Meyrick, 1921
- S. niphocarpa Meyrick, 1937
- S. niphozona Meyrick, 1927
- S. nitida Meyrick, 1913
- S. nobilitata Meyrick, 1917
- S. notosticha Turner, 1941
- S. nucivora Meyrick, 1932
- S. nympheuteria Turner, 1941
- S. ochrodelta Meyrick, 1913
- S. opticaspis Meyrick, 1931
- S. orbiculata Meyrick, 1913
- S. osteitis Meyrick, 1917
- S. ovigera Meyrick, 1913
- S. pallidella (Kasy, 1973)
- S. pampolia Turner, 1923
- S. pantarches Meyrick, 1897
- S. pedella

Pootmot (Linnaeus, 1761)
- S. pedestrella Legrand, 1965
- S. pentasema Meyrick, 1913
- S. percnophthalma Clarke, 1971
- S. perfuga (Meyrick, 1926)
- S. periclina Meyrick, 1938
- S. philaromia Meyrick, 1936
- S. placida Meyrick, 1908
- S. platynipha Turner, 1923
- S. plinthiota Meyrick, 1910
- S. plumbiflua Meyrick, 1911
- S. pomifera Meyrick, 1913
- S. porphyrantha Meyrick, 1913
- S. praealbata Meyrick, 1915
- S. principalis Meyrick, 1913
- S. proterozona Meyrick, 1938
- S. ptycholampra Turner, 1941
- S. pyrrhogramma Meyrick, 1930
- S. recondita Turner, 1941
- S. revincta Meyrick, 1921
- S. rhodocosma Turner, 1941
- S. rhythmota Meyrick, 1920
- S. rimulata Meyrick, 1920
- S. rubripicta Meyrick, 1922
- S. seminuda Philpott, 1917
- S. sentica Lower, 1899
- S. serenata Meyrick, 1913
- S. sideracma Meyrick, 1915
- S. skelloni Butler, 1880
- S. sphendonita Meyrick, 1921
- S. spilothorax Meyrick, 1927
- S. spilozona Meyrick, 1913
- S. stimulata Meyrick, 1913
- S. stropha Bradley, 1957
- S. superdaubanella (Legrand, 1958)
- S. sycastis Meyrick, 1917
- S. sycophaga Meyrick, 1913
- S. synchrysa Meyrick, 1923
- S. tacita Meyrick, 1913
- S. teleozona Meyrick, 1921
- S. tetrarma Meyrick, 1913
- S. tetrazyga Meyrick, 1936
- S. trichodora Meyrick, 1909
- S. trichopeda Lower, 1904
- S. trichrysa (Meyrick, 1920)
- S. tridryas Meyrick, 1934
- S. trifida Meyrick, 1922
- S. trigonella Zerny, 1935
- S. triloba Meyrick, 1913
- S. trimochla Turner, 1941
- S. trimolybdias Meyrick, 1926
- S. triplex Diakonoff, 1948
- S. triselena Meyrick, 1897
- S. tritophaea Turner, 1917
- S. vadoniella Viette, 1954
- S. vertebrata Meyrick, 1914
- S. xanthocrana Turner, 1933
- S. xanthodesma Meyrick, 1931
- S. xanthoma Meyrick, 1897
- S. xanthomochla Meyrick, 1913
- S. xanthoplitis Meyrick, 1908
- S. xeniocosma Meyrick, 1922
- S. zalodes Meyrick, 1913
- S. zophoptila Turner, 1941